# Erysimum gramineum
Erysimum gramineum är en korsblommig växtart som beskrevs av Auguste Nicolas Pomel. Erysimum gramineum ingår i släktet kårlar, och familjen korsblommiga växter. Inga underarter finns listade i Catalogue of Life.